# Paris-Soir

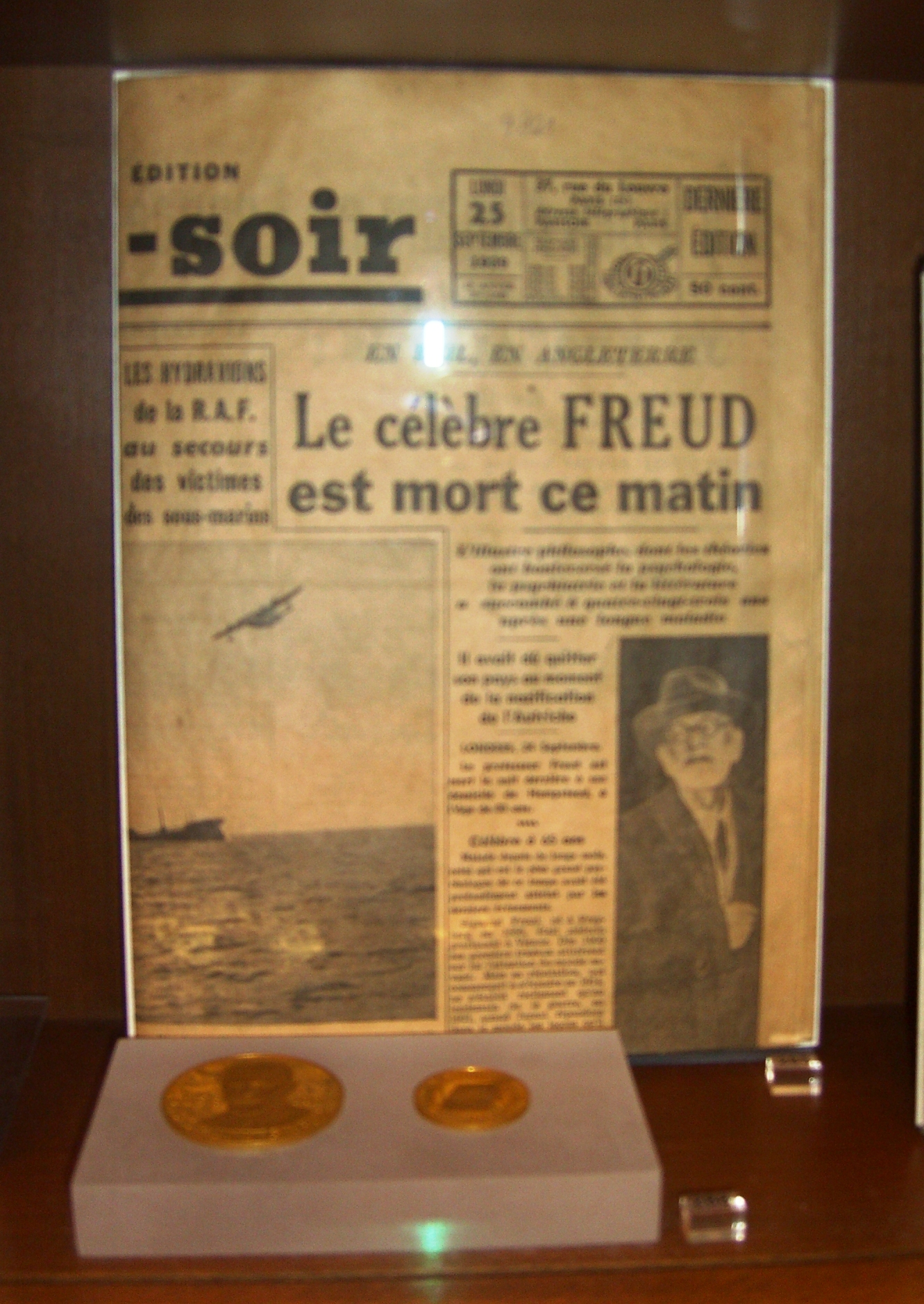
Ziarul Paris-Soir, ediția din 25 septembrie 1939, în care este prezentată moartea lui Sigmund Freud.

Paris-Soir a fost un ziar cotidian de largă circulație, tipărit la Paris, Franța, din 1923 până în 1944.
Primul număr a fost publicat pe 4 octombrie 1923. După 11 iunie 1940, același editor, Jean Prouvost, a continuat publicarea ziarului în teritoriul administrat de regimul de la Vichy: Clermont-Ferrand, Lyon, Marsilia și Vichy, în timp ce în Parisul ocupat ziarul a fost publicat sub control german din 22 iunie 1940 până în 17 august 1944. Imediat înainte de ocuparea Parisului, Paris-Soir a atins un tiraj de două milioane și jumătate de exemplare - cel mai mare tiraj al unui ziar din Europa de la acel moment.

## După Eliberare
De la primele știri referitoare la debarcarea Aliaților, personalul editorial s-a întors în secret la Paris. Înainte de sfârșitul luptelor din Paris pe 20 august, jurnaliștii înrolați în Rezistența Franceză, însoțiți de Forțele Franceze din Interior, au ocupat clădirea Paris-Soir, dotați cu ordine de rechiziție. Ziarele Popular, Le Franc-Tireur, Combat, Le Parisien Libéré, apropiate de mișcarea de rezistență, au fost publicate folosind tipografia ziarului Paris-Soir. Clădirea Paris-Soir a fost ocupată de Ce Soir, Libération și de Frontul Național. Conducerea Paris-Soir a plecat și liderii săi au fost arestați de către Forțele Franceze din Interior. Jean Prouvost s-a ascuns pentru a evita arestarea sa. Arhivele Paris-Soir, aflate la Paris, au fost totuși salvate.
O ediție de duminică, Paris-soir dimanche a fost publicată de la 22 decembrie 1935 până în 16 septembrie 1939.